# Nehéz Légiszállító Ezred
A Nehéz Légiszállító Ezred (HAW) a Magyar Honvédség Pápa Bázisrepülőtéren települt nemzetközi légi szállító katonai szervezet. A Stratégiai Légiszállítási Képesség (SAC) program részeként 2009. július 27-én került sor a repülőezred hivatalos aktiválására. A SAC-program által vásárolt és működtetett három C–17 Globemaster III típusú légijármű magyar felségjel alatt repül. A Nehéz Légiszállító Ezred parancsnoka jelenleg az Amerikai Légierő egy ezredese, személyi állományát a 12 tagország (Bulgária, Észtország, Finnország, Magyarország, Litvánia, Hollandia, Norvégia, Lengyelország, Románia, Szlovénia, Svédország, Amerikai Egyesült Államok 155 katonája alkotja. A SAC nemzetek ideiglenes vagy állandó beosztásokba delegálhatnak személyzetet a Nehéz Légiszállító Ezred számára.
A SAC tagállamok a műveleti képesség kezdete óta igényelnek szállítási feladatokat, hogy csapatokat küldjenek, illetve vonjanak vissza, felszerelést és utánpótlást szállítsanak, valamint gyakorlatokat, kiképzéseket és humanitárius feladatokat támogassanak, eleget téve különböző ENSZ, EU és NATO iránti kötelezettségeiknek. A HAW feladatot hajtott végre többek között Afganisztánban (Nemzetközi Biztonsági Közreműködő Erő (ISAF) 2009-2014 és Eltökélt Támogatás  (2015-től), Líbiában (Egységes Oltalmazó (OUP) hadművelet) 2011-ben. Az ENSZ békefenntartó missziójában (MINUSMA 2013- Maliban, a Közép-Afrikai Köztársaságban az EUFOR RCA műveletben (2014-15) és az ENSZ békefenntartó missziójában 2015-től kezdődően. A repülőezred szintén részt vett a maláj légitársaság MH17-es járata Ukrajnában történt légikatasztrófa kivizsgálása támogatásában 2014-ben. Jelentős humanitárius missziókat teljesített a 2010-ben Haitit ért földrengés és a Pakisztánt sújtó áradások, illetve 2017-ben a Szent Márton-szigetre lecsapott hurrikán alkalmával. A feladatok minden esetben sikeresen, biztonságosan és költséghatékonyan kerültek végrehajtásra. A 2009-es kezdetek óta a HAW bebizonyította, hogy mennyi minden elérhető a források és szakértelem kölcsönös megosztásával.
A HAW független a NATO, az Európai Unió és az ENSZ bármely irányító szervétől, de a SAC Igazgatótanács felügyelete alatt áll és a NATO Légiszállítást Kezelő Program Iroda (NAM PO) támogatását élvezi. A NAM PO az Amerikai Egyesült Államok kormánya Külföldi Katonai Eladási Rendszer FMS) programján keresztül biztosítja a technikai és logisztikai támogatást, valamint a kiképzéseket az ezred számára, beleértve a SAC C-17-es légijárművek szervizelését is, melyet a Boeing cég végez.

## A repülőezred vezetése
A Nehéz Légiszállító Ezred vezetői beosztásait a tagállamoknak a SAC programhoz történő hozzájárulása (vásárolt repült óraszámok) arányában az Amerikai Egyesült Államok, Svédország, Hollandia és Norvégia delegáltjai töltik be.
Bjørn Gohn-Hellum ezredes (Norvég Királyi Légierő) a HAW parancsnoka.
James S. Sparrow ezredes (Amerikai Egyesült Államok Légiereje) a HAW parancsnok-helyettese.
Jerry S. Glover főtörzszászlós (Amerikai Egyesült Államok Légiereje) a HAW rangidős altisztje.

## A Nehéz Légiszállító Ezred alegységei
A Nehéz Légiszállító Ezred a Törzsből, a Műveletirányító Századból (C2S), a Nehéz Légiszállító Századból (HAS) és a Logisztikai Támogató Századból (LSS) áll.

### Törzs
A Törzshöz tartozik többek között az Adminisztrációs Iroda (HAW Admin) személyi állománya, a parancsnoki asszisztensek (HAW Exec), továbbá a protokoll, a jogi tanácsadó, a légi biztonságért, illetve a minőségbiztosításért felelős szakemberek.
Az ezredtörzs irányítását a törzsfőnök, illetve a minőségbiztosítási és légi biztonsági részleget felügyelő minőségbiztosítási vezető közösen látják el.

### Műveletirányító Század (C2S)
A Nehéz Légiszállító Ezred Műveletirányító Század (C2S) központi szerepet tölt be a repülőezreden belüli valamennyi interakció, illetve az ezred és a SAC nemzetek között az igényelt légi szállítási műveletek tekintetében.
A C2S feladatkörébe tartozik, hogy fogadja a nemzetektől érkező légi szállítási igényeket és végrehajtható feladatszabásokká alakítsa azokat.
Meghatározza a feladatszabások fontossági besorolását és a feladatvégrehajtás határidejét. A C2S szoros együttműködésben dolgozik a SAC támogató szervezetével, a NATO Légiszállítást Kezelő Programirodával, valamint az MH Pápa Bázisrepülőtér és a Boeing cég szakembereivel, hogy közösen biztosítsák a légi szállítási feladatvégrehajtások műveleti, adminisztratív és műszaki támogatását.
A C2S három részlegből áll: repüléstervezés- és végrehajtás, diplomáciai engedélyek és az adminisztratív támogatás. A század nemzetközi személyi állományában a 12 SAC tagországból 7 nemzet (Magyarország, Hollandia, Norvégia, Lengyelország, Románia, Szlovénia és Svédország) katonái teljesítenek szolgálatot.

### Nehéz Légiszállító Század (HAS)
A Nehéz Légiszállító Század (HAS) a világ első és egyetlen nemzetközi C-17-es típust működtető repülőszázada.
A HAS hajózószemélyzetből és speciális beosztásokból áll, mint például hírszerzés, harcászat, kiképzés, hitelesítés és értékelés, műveleti biztonság és légügyi igazgatás.
A HAS működési elvei az amerikai légi közlekedési rendszer irányelveiben és szabályzóiban gyökereznek, melyek a C-17-es típus legfőbb felhasználójának, az Amerikai Egyesült Államok Légierejének működési alapját képezik.
A HAS az Kanadai Királyi Légierő, az Ausztrál Királyi Légierő és az Egyesült Királyság Légierejének testvér századaitól szintén átvett C-17-essel kapcsolatos gyakorlati elveket.
A repülőszázad felépítését, működési elveit és eljárásmódjait a Stratégiai Légiszállítási Képesség tagállamai stratégiai politikájának megfelelően alakították ki, hogy műveleti és humanitárius légi szállításokat támogathassanak, ahol és amikor csak szükséges.
A HAS hajózószemélyzete változatos repülős háttérrel rendelkezik. Saját nemzeti hadseregükben különböző típusú teherszállító és vadászrepülőgépen, valamint helikopteren szereztek előzetesen szakmai tapasztalatokat. Az amerikai személyzetet leszámítva egyikük sem kapott C-17 típusra kiképzést, mielőtt a HAW-hoz csatlakozott volna.
Az Egyesült Államokban és Pápán történt C-17-es kiképzés sikeres teljesítése után a HAS hajózószemélyzete magas szinten képes a repülőgép különféle képességeit hasznosítani.
Jelenleg a HAS az egyetlen C-17 Külföldi Katonai Eladási Rendszer (FMS) repülőszázad, mely ki lett képezve és képes a teljes C-17 szárazföldi és teherdobási műveleti spektrumának végrehajtására, beleértve a nehéz teherszállítást, CDS rendszerű teher célbajuttatását és a személyszállítást.

### Logisztikai Támogató Század (LSS)
A Logisztikai Támogató Század (LSS) sokféle feladatot lát el a repülőezred kiszolgálása érdekében. Hozzájuk tartozik a karbantartó, a szárazföldi kiszolgáló, a légikikötő (Aerial Port) és a logisztikai biztosító (Life Support) részleg.
Az LSS repülőgép karbantartási specialistái (FCC) a C-17 hajózószemélyzetével együtt repülnek az útközben esetlegesen felmerülő hibák elhárítása érdekében. A jármű karbantartás biztosítja, hogy a SAC járműpark mindig rendelkezésre álljon a szakszemélyzet részére. A szárazföldi kiszolgáló részleg a Boeing cég szakembereivel közösen dolgozik az alkatrész-utánpótlás, illetve a kiszolgáló eszközök biztosításán a repülőgép karbantartók számára mind a bázison, mind pedig útközben. A logisztikai biztosító részleg feladata, hogy a hajózószemélyzet mindig biztonságosan használhassa személyi felszereléseiket.
Az LSS légikikötő részleg végzi a rakomány és személyek biztonságos ki és berakodását az otthoni bázison, valamint betartatja a veszélyes szállítmánnyal kapcsolatos szabályokat azokban a légikikötőkben, ahol a SAC C-17 teherárut vesz fel.
Mindezen feladatokon kívül az LSS együttműködik Pápa Bázisrepülőtér személyi szakállományával és civil magyar hatóságokkal számos logisztikai területen, úgy mint üzemanyagellátás, földi szállítás, vámügyintézés és egyéb szolgáltatások.

## Külső hivatkozások
- Az SAC hivatalos weboldala (angol nyelven)
- NATO Airlift Management Programme (angol nyelven)